# Kunzscher Riss

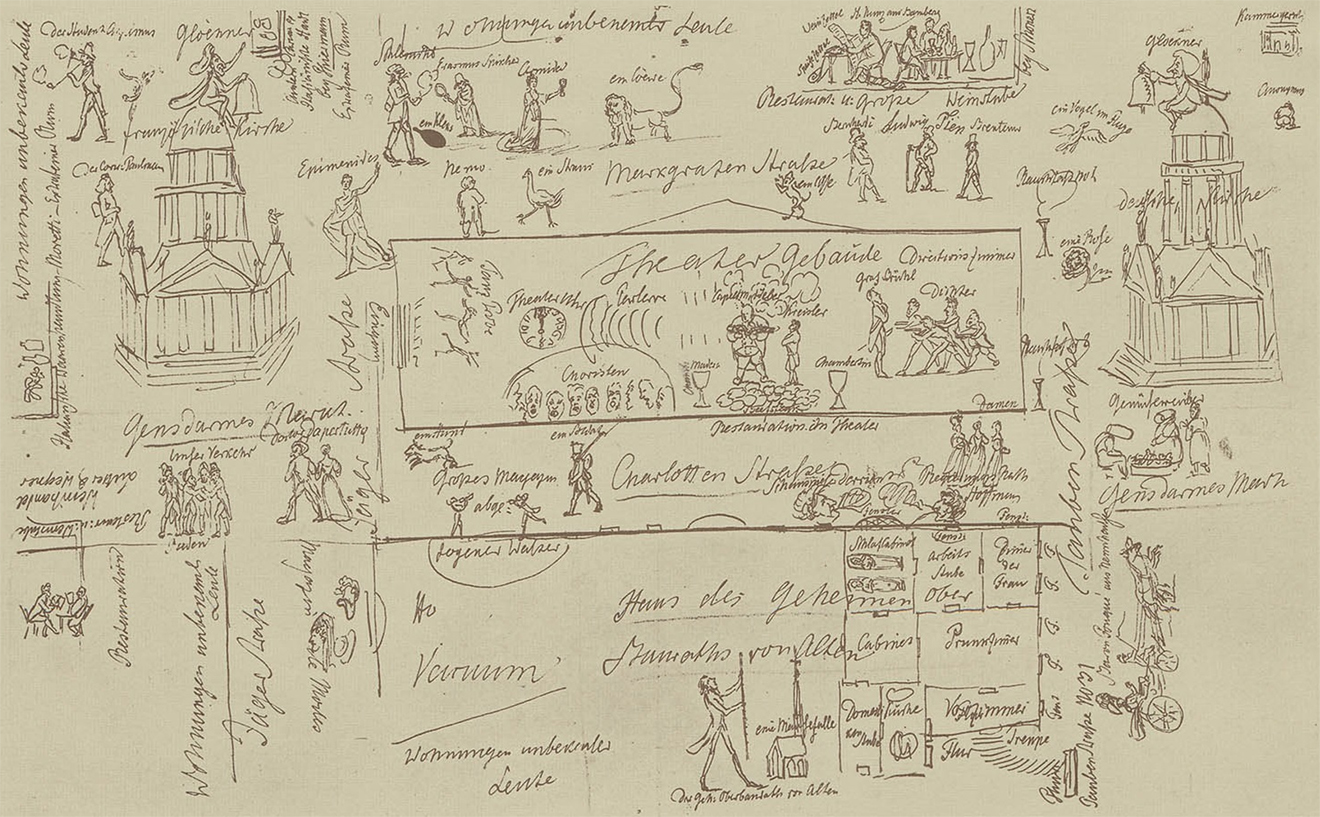
Gesamtansicht des Kunzschen Risses

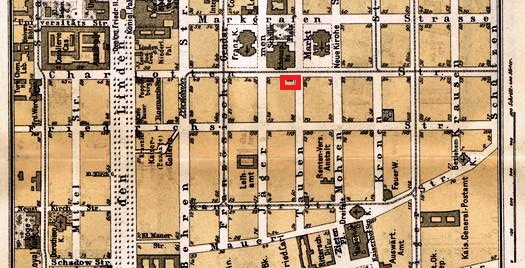
Ausschnitt aus einem Stadtplan von Berlin. Das Wohnhaus Hoffmanns ist rot markiert.

Der Kunzsche Riss oder Kunzische Riss war eine Federzeichnung E. T. A. Hoffmanns, die dieser seinem Bamberger Verleger Carl Friedrich Kunz im Juli 1815 nach seinem Umzug in die Taubenstraße in Berlin schickte. Das Werk ist nur in faksimilierter Form erhalten geblieben; das Original ist verbrannt.

## Geschichte und Beschreibung
Hoffmann zog am 1. Juli 1815 mit seiner Ehefrau Michalina in eine Wohnung im Haus Taubenstraße 31. Das Haus gehörte zu einem Block zwischen der Charlottenstraße, der Taubenstraße, der Friedrichstraße und der Jägerstraße; die straßenseitigen Fenster der Wohnung lagen teils zur Charlottenstraße, teils zur Taubenstraße hin. Das Haus gehörte dem Geheimen Oberbaurat von Alten. In einer Nachbarwohnung hauste der mit Hoffmann befreundete Schauspieler Devrient. Das Gebäude wurde 1905 abgerissen und 1907 durch einen Nachfolgerbau ersetzt. Dort erinnert eine Gedenktafel an Hoffmann, dessen letzter Wohnsitz die Wohnung in der Taubenstraße war. Der Kunzsche Riss gibt keine Auskunft darüber, wie das Wohnhaus von außen aussah, doch bei Günter de Bruyn ist zu lesen: „Es war ein dreigeschossiges Haus mit Walmdach, quaderartigem Putz und Kränzen von Stuck an der wohlproportionierten Fassade [...] Hoffmanns wohnten oben im zweiten Stock, der, wie das Erdgeschoß auch, niedriger war als die prächtige, hochfenstrige Mitteletage.“
Hoffmann kombinierte in seinem 24,1 auf 39,1 cm großen Riss einen – nicht genordeten – Lageplan des Hauses mit einem Wohnungsgrundriss seiner neuen Behausung und zahlreichen figürlichen Darstellungen. Diese sowie diverse Bauwerke aus der Umgebung der Wohnung stellte er nicht von oben dar, wie es die Anlage des Blattes als Wohnungs- und Straßenplan eigentlich verlangte, sondern wechselte in die Perspektive eines Passanten. Mehrheitlich sind diese Figuren so ausgerichtet wie die Zeichnungen der beiden Kirchen und ein großer Teil der Beschriftungen, so dass dem Betrachter eine Orientierung darüber, wo bei diesem Blatt „oben und unten“ sein soll, möglich ist und die Zeichnung als querformatig anzusehen ist. Allerdings gibt es Ausnahmen: Die probenden Tänzer im Theater und die Kutsche Fouqués sind gegenüber den übrigen Figuren und den Kirchendarstellungen um 90 Grad gedreht, wobei allerdings für die Tänzer der Erdboden links und für Fouqués samt Kutsche und Pferden rechts zu denken ist, die Köpfe dieser Gestalten also zur Bildmitte hin weisen.

### Hoffmanns Wohnung

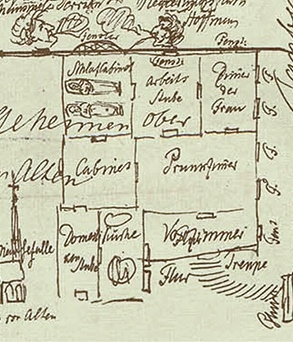
Der Wohnungsgrundriss

Der Wohnungsgrundriss befindet sich im rechten unteren Viertel der Zeichnung. Der Zugang zu der Wohnung erfolgte über einen Hauseingang an der Taubenstraße; über Treppe und Flur konnte man die Wohnung laut Hoffmanns Zeichnung entweder durch eine Tür zum Vorzimmer oder durch die Küchentür betreten. Das Vorzimmer lag nach der Taubenstraße hin und war als Durchgangszimmer angelegt, hinter dem sich ein sogenanntes Prunkzimmer befand, dessen zwei Fenster ebenfalls zur Taubenstraße hin lagen. Hinter diesem Prunkzimmer lagen zwei kleinere Zimmer, einerseits das Eckzimmer, im Kunzschen Riss als „Zimmer der Frau“ bezeichnet, andererseits die sogenannte „Arbeitsstube“. Aus dem Fenster der Arbeitsstube schaut auf dem Kunzschen Riss der „Regierungsrath Hoffmann“ rauchend auf die Straße hinaus. Er hat sich nach links gewandt und konversiert offenbar mit seinem ebenfalls rauchenden Nachbarn Devrient. Zwischen Hoffmanns Arbeitsstube und Devrients Wohnung liegt allerdings noch das Schlafzimmer der Familie Hoffmann, in dem, von oben gesehen, das Ehepaar in getrennten Betten liegend dargestellt ist. Von diesem Schlafzimmer aus führt eine Tür in ein „Cabinet“, hinter dem sich eine schmale „Domestikenstube“ und die Küche befinden.
Die Wohnungen Devrients und der übrigen Hausbewohner sind nicht detailliert dargestellt, stattdessen ist innerhalb der Linien, die die Außenmauern des Hauses bezeichnen, noch der Hausbesitzer dargestellt: von Alten vermisst soeben mit einem Zollstock eine Mausefalle in Gestalt einer gotischen Kirche, die den Baurat deutlich überragt.

### Passanten vor der Wohnung
Auf der Charlottenstraße sind unter dem Fenster Hoffmanns drei Damen unterwegs. Weiter nach links hin, kurz vor der Ecke Jägerstraße, marschiert ein Soldat, vor dem ein Hund herrennt, und zwei Straßenmusiker spielen einen Walzer. Der Beschriftung nach befindet sich hier ein „großes Magazin“.
Auf der Taubenstraße, rechts unten auf dem Kunzschen Riss, rast unter den Fenstern der Hoffmannschen Wohnung der „Baron Fouqué aus Nennhausen“ in einem Zweispänner vorbei. Von Friedrich de la Motte Fouqué stammte das 1811 veröffentlichte Undine-Märchen, das Hoffmann als Grundlage seiner romantischen Zauberoper Undine verwendete. Diese Oper wurde ein gutes Jahr nach der Entstehung des Kunzschen Risses am 3. August 1816 am Königlichen Schauspielhaus in Berlin uraufgeführt.

### Das Theater

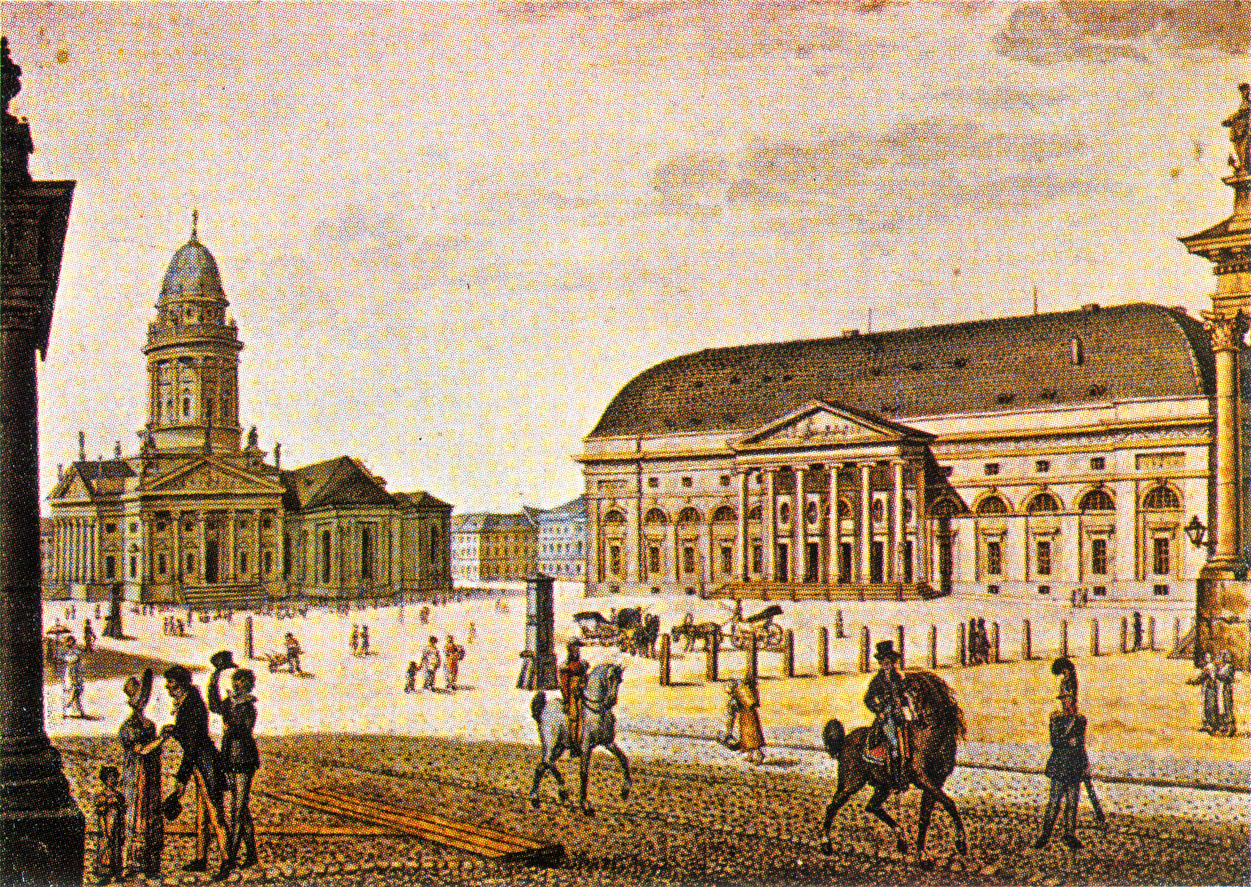
Das Theater um 1815

Das 1802 eröffnete Schauspielhaus lag gegenüber von Hoffmanns Wohnung am Gendarmenmarkt. Im Sommer 1817 wurde es durch einen Brand zerstört, bei dem auch die Dekorationen zu Undine vernichtet wurden. Hoffmann beobachtete den Brand von seiner Wohnung aus.
Auf dem Kunzschen Riss nimmt das Theatergebäude als langgezogenes Rechteck mit aufgesetztem Dreiecksgiebel die Mitte ein. An der linken Schmalseite, zum Gendarmenmarkt bzw. der Jägerstraße hin, ist ein Eingang markiert, hinter dem probende Tänzer skizziert sind. Rechts von dieser Gruppe zeigt die Theateruhr, deren Ziffernblatt etwas unorthodox eingeteilt ist, die Mittags- oder Mitternachtsstunde an. Unterhalb der Uhr sind die Köpfe probender Choristen zu sehen, über denen durch einige geschwungene Federstriche das Parterre des eigentlichen Theaterraums angedeutet ist. Ein großer Teil des Gebäudes wird allerdings durch die „Restauration im Theater“ eingenommen. Auf einem Bodenbelag aus Beefsteaks kommt der korpulente „Capellm. Weber“ daher, beide Arme offenbar mit Delikatessen beladen und flankiert von zwei Pokalen, in denen sich Madeira und Chambertin befinden. Mit verschränkten Armen steht Hoffmanns fiktiver Kapellmeister Kreisler daneben und betrachtet Webers Auftritt. Rechts von der Szene und dieser den Rücken zuwendend empfängt der Intendant Graf Brühl vier Dichter, die sich untertänig vor ihm verneigen. Auf dem Dreiecksgiebel, der auf der von Hoffmanns Haus abgewandten Langseite des Theaterbaus angesetzt ist, befindet sich ein Affe, der auf den Hinterbeinen steht. Über diesen schrieb Michele Cometa, es sei schwer zu entscheiden, ob der Affe „alludes to the pantomimes that took place in the theatre or to a too literal application of a Greec stylistic element by the architect Langhans.“
An verschiedenen Stellen des Kunzschen Risses finden sich Hinweise auf das Theaterprogramm zu Hoffmanns Zeiten. Auf dem Gendarmenmarkt, jenseits der Einmündung der Jägerstraße, steht eine heftig gestikulierende Gruppe von Menschen, die mit „Unser Verkehr“ und „Juden“ beschriftet ist. Das antisemitische Stück Unser Verkehr von Carl Sessa wurde am 2. September 1815 nach einigen Verzögerungen aufgeführt. Der Einakter löste heftige Kontroversen aus.
Über der linken oberen Ecke des Rechtecks, das das Schauspielhaus bezeichnet, ist auf dem Kunzschen Riss eine antik drapierte Figur zu sehen, die mit „Epimenides“ beschriftet ist. Die Premiere des Stückes Des Epimenides Erwachen von Johann Wolfgang von Goethe hatte am 30. März 1815 im Opernhaus stattgefunden. Etwas entfernt vom Theater, schon fast am oberen Bildrand und etwas links von der Mitte des Blattes, findet sich eine mit „Armide“ beschriftete Figur, die einen Pokal in der erhobenen Hand hält. Die Schauspielerin Anna Milder-Hauptmann, die im selben Haus wohnte wie Hoffmann und Devrient, hatte am 9. Juni 1815 die Hauptrolle in Glucks Oper Armide gespielt. Zwischen der Armide-Figur und dem Theatergebäude ist ein auf der Markgrafenstraße einherschreitender Vogel „Strauss“ eingezeichnet, rechts von Armide ein Löwe; beide Tiere könnten Anspielungen auf Künstlernamen sein. Links von dem Strauß steht, dem Betrachter der Zeichnung den Rücken zuwendend, eine Figur, die als „Nemo“ bezeichnet ist. An der rechten Schmalseite des Theaters sind auf dem Kunzschen Riss zwei qualmende Rauchfässer zu sehen.

### Passanten und Objekte in entfernteren Gegenden
Auf der Markgrafenstraße, rechts neben dem Theaterhausgiebel mit dem Affen, sind mehrere Zeitgenossen Hoffmanns zu sehen. August Ferdinand Bernhardi begegnet, nach rechts schreitend, Ludwig Tieck, der, von Clemens Brentano gefolgt, einen Spazierstock in der Hand hält.
Das Theatergebäude wird vom Französischen und dem Deutschen Dom flankiert, auf deren Kuppeln überdimensionale „Glöckner“ sitzen, die jeweils eine Glocke in der Hand halten. Ihre Gesichter sind einander zugewandt. Unterhalb der „Deutschen Kirche“ sieht man einige Gemüseweiber, die ihre Waren feilbieten. Um diese Kirche herum sind außerdem eine überdimensionale Rose, ein Vogel im Flug und, rechts oben auf dem Kunzschen Riss, ein Unbekannter zu sehen, der vor Hoffmanns Arbeitsstätte, dem Kammergericht, die Hosen heruntergelassen hat und seine Notdurft verrichtet.

### Lokale, Geschäfte und Geschöpfe Hoffmanns
Begrenzt wird das Gebiet, das der Kunzsche Riss umfasst, von mehreren Lokalen und Handlungen, die Hoffmann häufig frequentierte. In der linken unteren Ecke etwa ist die Weinhandlung Lutter & Wegner eingetragen. Dort waren sowohl Hoffmann als auch Devrient Stammgäste; Hoffmann zeichnete denn auch zwei an einem Tisch sitzende Besucher in das Rechteck, das den Gebäudeumriss andeutet. Gegenüber von Lutter & Wegener – auf dem Kunzschen Riss am linken Bildrand – hatte die „Italiänische Waarenhandlung“ Moretti ihren Sitz. Hoffmann skizzierte einen Teil des Angebots dieser Handlung und versah seine Zeichnung außerdem mit dem Hinweis „Extrafeiner Rum“. Dasselbe notierte er auch bei Thiermann, einer weiteren „italiänische[n] Handlung“, die in der Markgrafenstraße ansässig war und sich auf dem Kunzschen Riss am oberen Bildrand rechts neben dem Glöckner des Französischen Domes befindet. Außer dem Rum sind auch „Austern Caviar p p“ bei dieser Handlung vermerkt. Schließlich ist weiter rechts auf dem Kunzschen Riss am oberen Bildrand noch die Restauration und Große Weinstube bei Schonert eingetragen, die sich, zumindest laut der Zeichnung, durch meterlange Speise- und Weinzettel auszeichnete und in der unter anderem „H. Kunz aus Bamberg“, also der Adressat des Kunzschen Risses, zu sehen ist. In der Jägerstraße schließlich ist noch, in dem Häuserblock, den Hoffmann bewohnte, ein „Magazin de Modes“ eingezeichnet und mit einigen skizzierten Hüten geschmückt.
Bevölkert ist dieses Universum nicht nur von real existierenden Zeitgenossen Hoffmanns und Statisten wie den Gemüseweibern, sondern, insbesondere im linken Teil des Risses, auch von Figuren aus Hoffmanns Erzählungen. So bewegt sich etwa in der linken oberen Ecke der pfeiferauchende Student Anselmus, hinter dem sich die Schlange Serpentina um einen Ast ringelt, nach links aus dem Bild hinaus, wohingegen der Konrektor Paulmann unterhalb dieser Szene, nach rechts schreitend und seinen Dreispitz unter den Arm geklemmt, gleich hinter der Französischen Kirche verschwinden wird. All diese Figuren sind aus dem Goldnen Topf bekannt. Weitere Figuren stammen hingegen aus den Abenteuern der Sylvester-Nacht: Doktor Dapertutto führt die Kurtisane Giulietta über die Kreuzung Jägerstraße/Charlottenstraße, Schlemihl raucht seine Pfeife fast am oberen Bildrand über der erhobenen Hand des Epimenides und zwischen Schlemihl und Armida sieht man, offenbar aber ein Stück weiter hinten, Erasmus Spikher, der in einem Handspiegel sein verlorenes Spiegelbild wiederzufinden sucht.

## Der Kunzsche Riss als poetisches Programm
Der bereits erwähnte Kapellmeister Johannes Kreisler, Hoffmanns Alter Ego, tritt etwa in den Lebens-Ansichten des Katers Murr auf. Klaus Deterding beklagte, dass Friedrich Schnapp, der Herausgeber des Hoffmannschen Briefwechsels, Kreisler der realen Sphäre und den nicht-phantastischen Gestalten zugeordnet habe. Hoffmann sei „schon deswegen nicht identisch mit Kreisler, weil dieser im Dualismus“ verharre, während Hoffmann Duplizität erreiche. Kreisler stehe in der Mitte, um ihn drehe sich die gesamte Grafik, und um ihn, den Wirklich-Unwirklichen herum, glichen sich die Bereiche des Wirklichen und Unwirklichen einander an. Deterding hält den Kunzschen Riss für einen wesentlichen Teil des Hoffmannschen Gesamtwerkes. Die Zeichnung gebe „exemplarisch die poetische Weltsicht Hoffmanns als Integration des Realen und des Irrealen“ und sei damit „ein Konzentrat von Hoffmanns gesamter Poetik.“